# 下葵涌天后宮
下葵涌天后宮，古稱葵涌芒樹下天后宮，位於香港新界下葵涌，在葵涌道旁的山邊，由下葵涌村鄧氏族人管理，供奉天后、洪聖、北帝和地主。 

## 歷史
下葵涌天后宮位於醉酒灣旁的芒樹下，於清乾隆年間由下葵涌各村村民集資興建。下葵涌天后廟原是一間二進式的單層傳統青磚建築，屋脊上有雙龍爭珠的雕塑。天后宮曾於1877年、1949年重修。
1960年代，香港政府開發葵涌，需填平醉酒灣。因興建葵涌道的關係，原天后宮須拆卸。重建期間，政府為村民架設臨時天后宮。1966年，天后宮於原址重建完成，並由當時的荃灣理民官班禮士主持開光禮儀式。
廟內收藏不少古物，例如有清道光年間（1828年）鑄造的雲板、萬德爐造的鐵器等等。

## 事件
2022年，天后廟遭人破壞，打爛神像和香爐，大門及牌匾被潑黑油。

## 外部連結
- 葵涌天后宮有221年歷史 （页面存档备份，存于）